# جام امیر قطر
جام امیر قطر (به عربی: كأس أمير قطر) یا امیر کاپ، جام فوتبالی در کشور قطر است و به صورت حذفی برگزار می‌شود. السد با ۱۹ قهرمانی،  پرافتخارترین تیم این مسابقات است. این جام در سال ۱۹۷۲ برای اولین بار برگزار شد.
این مسابقات با حضور تیمهای سطح اول (۱۲ تیم از لیگ ستارگان قطر) و سطح دوم فوتبال قطر (۶ تیم لیگ دوی قطر) همه ساله برگزار می شود. قهرمان این مسابقات به لیگ قهرمانان آسیا راه می یابد.